# Skoky do vody na mistrovství Evropy v plaveckých sportech 1981
Závody v skocích do vody na mistrovství Evropy v plaveckých sportech za rok 1981 proběhly v Splitu, Jugoslávie ve dnech 5. až 12. září 1981.

## Československá stopa
Československo reprezentovaly Alena Niederlová (*1962), Heidemarie Grécká (*1965) a Hana Novotná (*1964). Všechny z pražského klubu Vysokých škol. V disciplíně skoku z 3 m prkna obsadila Grécká ve finále 5. místo a Novotná ve finále dělené 10. místo. Startovalo 20 závodnic. V disciplíně skoku z 10 m věže obsadila Niederlová ve finále 6. místo a Novotná ve finále 7. místo. Startovalo 19 závodnic. Šéftrenérkou reprezentace byla Marie Čermáková.

## Výsledky
| Muži              | Zlato                      | Zlato  | Stříbro                   | Stříbro | Bronz                    | Bronz  |
| ----------------- | -------------------------- | ------ | ------------------------- | ------- | ------------------------ | ------ |
| Skoky z 3 m prkna | Alexandr Portnov (URS)     | 665,94 | Sergej Kuzmin (URS)       | 641,49  | Nikola Stajković (AUT)   | 639,72 |
| Skoky z 10 m věže | Davit Ambardzumjan (URS)   | 606,96 | Vladimir Alejnik (URS)    | 601,92  | Dieter Waskow (GDR)      | 550,20 |
| Ženy              | Zlato                      | Zlato  | Stříbro                   | Stříbro | Bronz                    | Bronz  |
| Skoky z 3 m prkna | Žanna Cyrulnikovová (URS)  | 499,74 | Martina Jäschkeová (GDR)  | 492,18  | Irina Kalininová (URS)   | 467,31 |
| Skoky z 10 m věže | Katrin Zipperlingová (GDR) | 433,05 | Taťjana Beljakovová (URS) | 403,23  | Martina Jäschkeová (GDR) | 393,33 |

## Medailová bilance
Ve skocích do vody se rozdělily celkem 4 sady medailí.
| Pořadí | Stát                   |       | Muži    | Muži  | Muži  |         | Ženy  | Ženy  | Ženy    |       | Muži + Ženy | Muži + Ženy | Muži + Ženy | Celkem |
| Pořadí | Stát                   | Zlato | Stříbro | Bronz | Zlato | Stříbro | Bronz | Zlato | Stříbro | Bronz |             |             |             | Celkem |
| ------ | ---------------------- | ----- | ------- | ----- | ----- | ------- | ----- | ----- | ------- | ----- | ----------- | ----------- | ----------- | ------ |
| 1.     | Sovětský svaz (URS)    |       | 2       | 2     | 0     |         | 1     | 1     | 1       |       | 3           | 3           | 1           | 7      |
| 2.     | Východní Německo (GDR) |       | 0       | 0     | 1     |         | 1     | 1     | 1       |       | 1           | 1           | 2           | 4      |
| 3.     | Rakousko (AUT)         |       | 0       | 0     | 1     |         | 0     | 0     | 0       |       | 0           | 0           | 1           | 1      |
| Celkem | Celkem                 |       | 2       | 2     | 2     |         | 2     | 2     | 2       |       | 4           | 4           | 4           | 12     |